# Cynoglossum semnanicum
Cynoglossum semnanicum là loài thực vật có hoa trong họ Mồ hôi. Loài này được Khat. mô tả khoa học đầu tiên năm 1999.